# Sirá
Sirá je obec v okrese Rokycany v Plzeňském kraji. Leží při severovýchodním úpatí lesnatého kopce Sirská hora (592 metrů) zhruba čtyři a půl kilometrů jihozápadně od Zbiroha a třináct a půl kilometrů severovýchodně od Rokycan. V obci žije 158 obyvatel.

## Název
V roce 1869 nesla název Síré t. Síra, v roce 1880 Síré, v roce 1890 Síré t. Syrá, v letech 1900–1910 znovu Síré, od roku 1921 se nazývá Sirá.

## Historie
První písemná zmínka o obci pochází z roku 1462.

## Obyvatelstvo
| Rok            | 1869 | 1880 | 1890 | 1900 | 1910 | 1921 | 1930 | 1950 | 1961 | 1970 | 1980 | 1991 | 2001 | 2011 | 2021 |
| -------------- | ---- | ---- | ---- | ---- | ---- | ---- | ---- | ---- | ---- | ---- | ---- | ---- | ---- | ---- | ---- |
| Počet obyvatel | 264  | 257  | 226  | 207  | 228  | 221  | 231  | 196  | 175  | 157  | 121  | 96   | 91   | 120  | 149  |
| Počet domů     | 25   | 27   | 26   | 27   | 26   | 28   | 39   | 49   | 46   | 47   | 39   | 58   | 59   | 43   | 69   |

## Obecní správa
Mezi lety 1869–1950 byla obcí v okrese Hořovice (1869–1890) a později v okrese Rokycany. V letech 1961–1971 byla částí obce Cekov a od 26. listopadu 1971 do 31. března 1980 byla znovu obcí, kdy se konaly obecní volby. Od 1. dubna 1980 do 28. února 1990 patřila jako čast města ke Kařezu a od 1. března 1990 je opět samostatnou obcí.

### Obecní symboly
Znak a vlajka byly obci uděleny rozhodnutím předsedy Poslanecké sněmovny Parlamentu České republiky dne 9. prosince 2002.

## Galerie

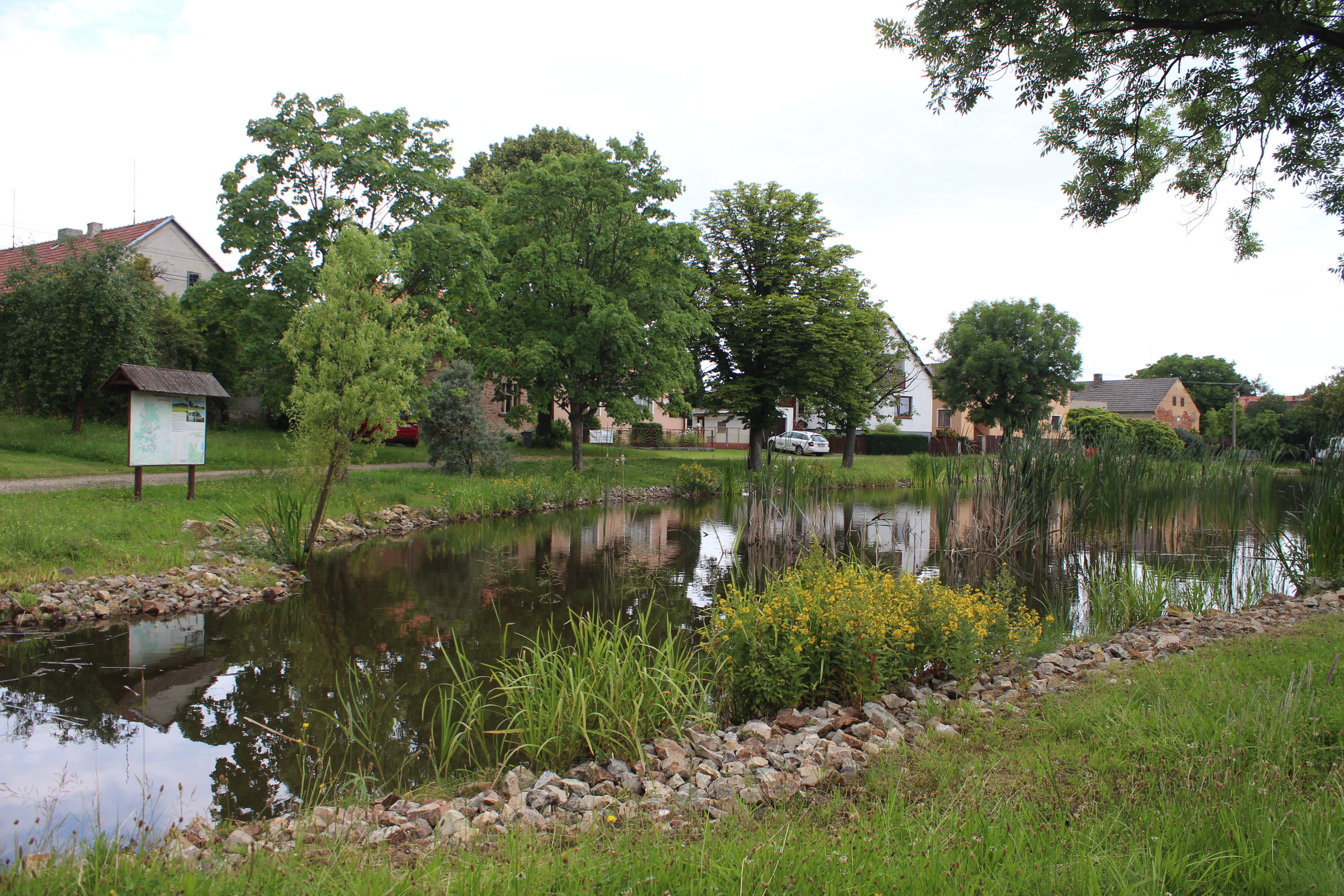
Návesní rybník
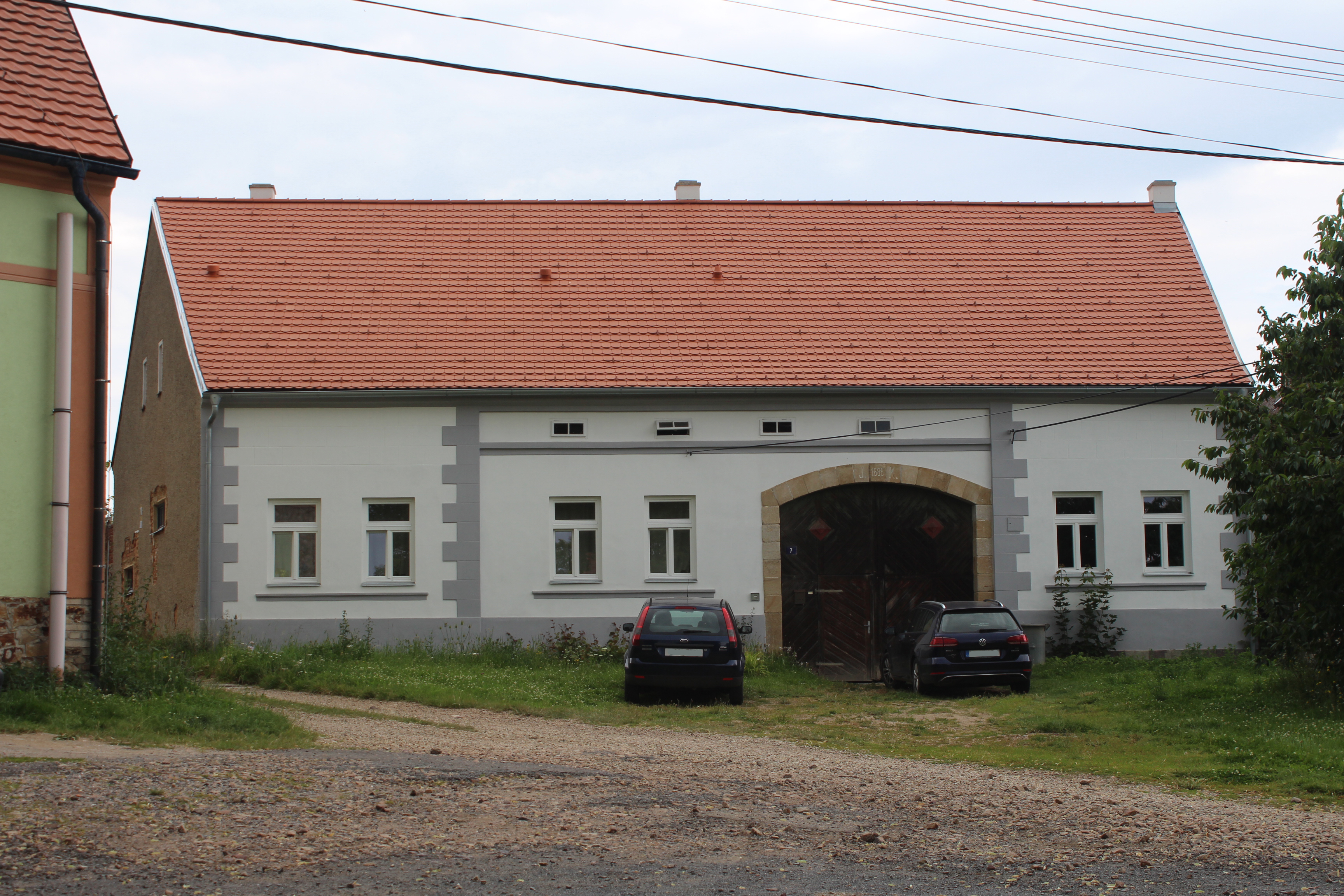
Dům čp. 7 na návsi